# Sociedade Filarmónica Ermegeirense
A Sociedade Filarmónica Ermegeirense é uma organização de utilidade pública sem fins lucrativos composta por uma banda filarmónica, uma escola de música e um centro social. É sediada em Ermegeira, na freguesia de Maxial, concelho de Torres Vedras, tendo sido fundada em 1882, mantendo a sua actividade ininterrupta até à actualidade. É umas das bandas filarmónicas mais antigas do concelho de Torres Vedras.
Foram conferidos à S.F.E. ao longo da sua existência as seguintes distinções: Medalha de prata e medalha de ouro pela câmara municipal de Torres Vedras.
A banda da Sociedade Filarmónica Ermegeirense foi dirigida pelo compositor e maestro Álvaro Vicente Reis até julho de 2017.

## História
A Sociedade Filarmónica Ermegeirense foi fundada no dia 5 de Março de 1882.